# روبرت بيتس
روبرت بيتس (بالإنجليزية: Robert Betts)‏ (21 ديسمبر 1981 في المملكة المتحدة - ) هو لاعب كرة قدم بريطاني في مركز الوسط. لعب مع فوريست غرين وكوفنتري سيتي ونادي بليموث أرجايل ونادي دونكاستر روفرز ونادي روتشديل ونادي هيرفورد ونادي كيدرمينستر هاريرز لكرة القدم ولينكولن سيتي أف سي وQuorn F.C. ‏ وRacing Club Warwick F.C. ‏.

## وصلات خارجية
- روبرت بيتس على موقع قاعدة بيانات كرة القدم.إي يو (الإنجليزية)
- روبرت بيتس على موقع Soccerbase.com (لاعب) (الإنجليزية)
- روبرت بيتس على موقع عالم كرة القدم.نت (الإنجليزية)